# マイケル・ヴェントリス

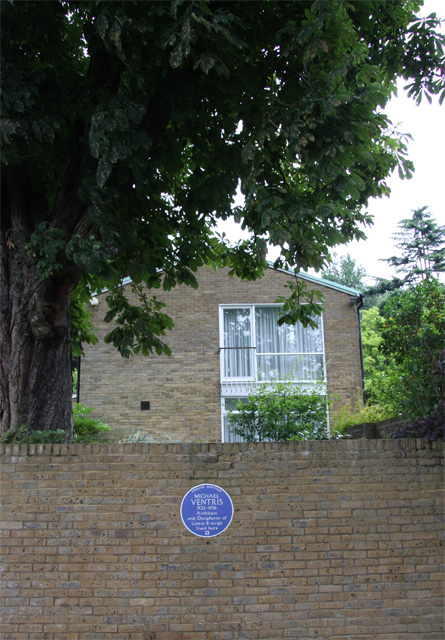
マイケル・ヴェントリスの家

マイケル・ジョージ・フランシス・ヴェントリス（Michael George Francis Ventris, 1922年7月12日 - 1956年9月6日）はイギリスの建築家、アマチュアの古代文化研究家。言語学者ジョン・チャドウィックとともに線文字Bを解読したことで知られる。

## 来歴
幼少時代は父親の結核治療のため多くをスイスなどのヨーロッパ地方の大陸側で過ごした。その時から語学の才能を発揮し、7歳の時点でドイツ語で書かれたヒエログリフに関する書籍を買ってもらい読みこなした。9歳でプレパラトリー・スクールに入学した。パブリックスクールはストウ校に奨学生として通った。この間の一時期にA・A・ミルンの息子、クリストファー・ロビン・ミルンと同じ勉強部屋を使用した。14歳のときにバーリントンハウスで開催されたギリシア、ミノアの美術展をクラスで見に行き偶然会ったアーサー・エヴァンズにミノア文明のことを案内された。その最中線文字Bが未解読であると知り以降関心を持った。同じ年、ロンドンの北のハイポイントと呼ばれる共同住宅に移り住みそこで線文字Bの研究をはじめた。
14歳のときに両親は離婚し、その2年後に父は病死した。母はポーランド系であり、ポーランドの親類からの仕送りで生計を立てていたが、ドイツのポーランド侵攻によって送金がとだえたため、ヴェントリスは大学に進学できなかった。芸術家であった母のつてで1940年にAAスクールに入学したが、母は同年薬物自殺した。1942年に結婚した。同年8月に第二次世界大戦のために徴兵され、イギリス空軍で兵役に就いた。戦後もしばらく、ドイツ語ができるヴェントリスはドイツ人捕虜の取調べのために働き、1946年夏に復員した。その後2年間はAAスクールで建築の勉強をしつつアマチュアとして線文字Bの解読に携わった。
20世紀の初めにアーサー・エヴァンズがクレタ島クノッソスから発掘した大量の粘土板に書かれた文字のうち、新しいものが線文字Bと呼ばれる。エヴァンズは、線文字Bは未知の言語「ミノア語」であると考え、文字数から音節文字と予想して解読に取り組んだが成功しないまま1941年に没した。その後、アリス・コーバーによって線文字Bの語尾が変化（曲用）することが明らかになり、それを利用して五十音図のような格子を作るところまで進んでいたが、コーバーもまた1950年に没した。
ヴェントリスは線文字Bに関する最初の論文を1940年に公刊したが、現在から見るとほとんどみるべきところがない。戦後、エヴァンズの元同僚だったジョン・マイアーズに会って粘土板を模写した。
ヴェントリスははじめ線文字Bの言語がエトルリア語に近いと考えていたが、証明することはできなかった。1951年はじめから建築の仕事をやめ、線文字Bの研究に集中した。ヴェントリスはアマチュアだったため、自分の研究成果を作業ノートと呼ぶレポートに記し、関係研究者に送りつけて意見を請うた。1952年なかばまでに作業ノートは20冊に達した。ヴェントリスはコーバーの格子を拡張し、また頻度などの情報によって5種類の母音字の音価を推定した。ヴェントリスの格子は第17作業ノートが最新版だが、今から見るとその25%はまちがっていた。
カール・ブレーゲンは1939年にギリシア本土のピュロスで線文字Bの粘土板を発見し、その報告書がエメット・L・ベネットによって1951年に『The Pylos Tablet』の題で出版された。この書物は線文字Bの最初の信頼できる一覧を含んでいた。また、1952年2月にはマイアーズによって編纂されたエヴァンズの『ミノア文書』第2巻も出版され、線文字Bの資料は大幅に増加した。
ヴェントリスはコーバーの論文とベネットの著書を比較したところ、いくつかの語が前者にしか出てこないことに気づき、これらをクレタ島の地名であると仮定した。1952年5月に実際にどの地名を表したものかを考えてみた。例えば：
という語について考えると、すでに母音はわかっていた。また、キュプロス文字との類似によってが na であることはすでに指摘されていたので、格子上でこの文字と子音を等しくする3番目の字は ni であると考えられた。したがって上の文字列は a-?i-ni-?o と読め、クレタ島の地名アムニソスを a-mi-ni-so と書いたものと考えられた。同様にしてクノッソス・ファイストス・リュクトス・テュリッソスなどを表す語を発見することができた。
格子によって、ひとつの文字の音価がわかると、芋づる式に同じ列の他の4字の音価も決定される。このようにして判明した音価を文書にあてはめたところ、明らかにそれまで考えていたエトルリア語とは異なっており、古いギリシア語であることがわかってきた。
1952年7月、ヴェントリスはBBCのラジオ放送でみずからの発見を語った（この放送は録音が残っており、現存する唯一のヴェントリスの肉声である）。この放送を聞いたケンブリッジ大学の古典学者ジョン・チャドウィックはマイアーズに連絡を取った。マイアーズはヴェントリスから送られていた作業ノートをチャドウィックに渡した。チャドウィックはギリシア語方言の専門家であり、ヴェントリスの方式で線文字B文書から多数のギリシア語の単語を発見できた。チャドウィックとヴェントリスは共同して論文を書き、1952年11月に発表した。1955年にはやはり共著で『Documents in Mycenaean Greek』を出版した。
ヴェントリスは一躍有名になったが、1956年自動車事故で死亡した。そのため研究はチャドウィックに引き継がれることになった。
ヴェントリスの直接の死因は交通事故だが、自殺説がある。伝記作家のマーガリット・フォックスは、自殺かどうかは不明としながらも、ヴェントリスが1956年に建築の仕事に戻ろうとするがうまくいかず、線文字Bへの興味もなくなっていたこと、妻や子との関係が冷えきっていたことを指摘している。